# Protelpidia
Protelpidia is een geslacht van zeekomkommers uit de familie Elpidiidae.

## Soorten
- Protelpidia murrayi (Théel, 1879)